# Espinosa de Henares
Pour les articles homonymes, voir Espinosa.
Espinosa de Henares est une commune d'Espagne de la province de Guadalajara dans la communauté autonome de Castille-La Manche.